# Jean Richepin
Pour les articles homonymes, voir Richepin.
Auguste-Jules Richepin, dit Jean Richepin, né le 4 février 1849 à Médéa, et mort le 12 décembre 1926 dans le 16e arrondissement de Paris, est un poète, romancier et dramaturge français.

## Biographie

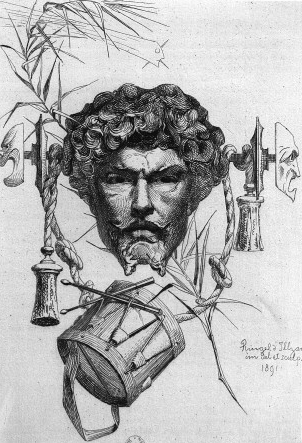
Jean-Désiré Ringel d'Illzach, Jean Richepin (1892).

Né le 4 février 1849 en Algérie où son père est chirurgien militaire à la garnison de Médéa, Jean Richepin part vivre en Picardie en 1852 à l'âge de trois ans, à Ohis en Thiérache, dans l'Aisne, département dont son père est originaire. Dans sa jeunesse, ce poète turbulent a une réputation de « fort en thème » qui lui permet de faire de brillantes études secondaires d'abord au lycée de Douai, puis au lycée Charlemagne à Paris. En 1866, il découvre le quartier latin, où il se lie d'amitié avec Jules Vallès, et se fait très vite remarquer par ses excentricités. Il fait la connaissance de Léon Bloy, Paul Bourget, Maurice Rollinat et, surtout, de Raoul Ponchon qui deviendra son ami inséparable. Il intègre l'École normale supérieure en 1868, avant d'obtenir une licence ès lettres en 1870.
Avec la guerre de 1870, il prend goût à l'aventure en s'engageant dans un corps de francs-tireurs et, faisant alors l'expérience de la liberté, il mène pendant quatre ans une vie d'errance, gagnant sa vie en s'engageant successivement comme journaliste, professeur, matelot, docker à Naples, Gênes:340, et à Bordeaux.
Dans ces années 1871-1872, au cœur de la bohème parisienne, Richepin croise Arthur Rimbaud. Selon son propre récit, il l'aurait séparé du photographe Étienne Carjat lors d'une rixe au cours d'un des dîners des Vilains Bonshommes. Il évoque Rimbaud dans son texte Grisaille (dans Le Pavé). Il semble avoir été par la suite un des – rares – amis de Rimbaud, lequel lui offrira un exemplaire d’Une saison en enfer.
Par la suite, en 1875, il fonde avec Raoul Ponchon et Maurice Bouchor le Groupe des Vivants, petit cénacle poétique qui se réunissait au Quartier latin et auquel viendra se rallier, plus tard, le poète Tancrède Martel. Fortement inspiré par les œuvres de Petrus Borel, Baudelaire et Jules Vallès, qu'il considérait comme le réfractaire par excellence, il se décide à rejeter le joug des conventions sociales et culturelles, à célébrer l’instinct. Vantant, non sans humour, sa force physique, sa virilité, sa prétendue hérédité bohémienne, il se crée une biographie imaginaire et riche en couleurs.

### Les succès poétiques

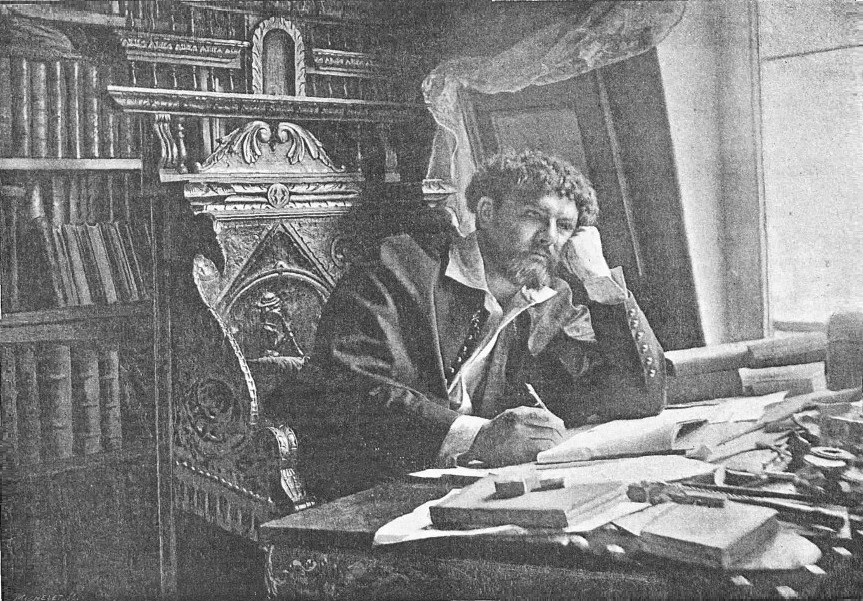
Jean Richepin chez lui photographié par Dornac.

En 1876, le public découvre Jean Richepin avec La Chanson des gueux, parue fin mai-début juin et qui vaut immédiatement (juillet-août) à son auteur un procès pour outrage aux bonnes mœurs : le recueil poétique est saisi, des passages et des poèmes sont censurés et le poète est condamné à une amende, à la privation de ses droits civils et politiques et même à un mois de prison à Sainte-Pélagie, ce qui va contribuer à sa notoriété. Le recueil est republié en 1881 sous une forme très différente dite "définitive" chez Dreyfous, mais il y aura bien d'autres éditions jusqu'à aujourd'hui, dont une "nouvelle édition" à partir de 1890-1891 à la Bibliothèque-Charpentier et une édition d'art dite « intégrale » en 1910 chez Édouard Pelletan (illustrations de Steinlen).
Jean Richepin abordera sa mésaventure carcérale avec humour en remplaçant dès 1881 deux passages censurés par des vers ironiques : "Ici deux gueux s'aimaient jusqu'à la pâmoison, / Et cela m'a valu trente jours de prison" dans le poème "Idylle de pauvres" ; "Mais faut croir' que ça doit pas s'dire, / Puisque, pour s'êt' fait mon écho, / On l'a fourré dans la tir'lire / Avec les pègres d' Pélago" dans le poème "Voyou".
L'apparition du naturalisme lui fait découvrir, après sa libération, de nouveaux horizons, mais si, dans ses Caresses (1877), il emploie un langage cru, argotique, populaire, l'étalage de sensualité affectée, souvent grotesque ou vulgaire, laisse trop facilement transparaître son désir de scandaliser la bourgeoisie, ce qui vaut au recueil d'être considéré comme manquant de sincérité poétique. Le matérialisme grandiloquent et le nihilisme fanfaron des Blasphèmes (1884) lui valent le surnom de « Lucrèce de foire ».
En 1890 il se rend en Savoie à Aix-les-Bains et au belvédère de la Chambotte.

### L'infatigable
Dès 1873, il avait fait avec L'Étoile des débuts simultanés d'acteur et de dramaturge. Il paraît encore en 1883 aux côtés de Sarah Bernhardt dans le premier rôle de son drame, Nana-Sahib, qui se heurte à une semi-indifférence du public. Mais, à force de persévérance, il connaît un véritable succès théâtral avec Le Chemineau en 1897. Il collabore de plus activement au Gil Blas et publie plusieurs romans très populaires, tels La Glu (1881) et Miarka, la fille à l'ourse (1883). Voyageur invétéré, on le voit souvent à Londres, ou parcourant des contrées plus ou moins éloignées, l'Italie, l'Espagne, l'Allemagne, la Scandinavie, l'Afrique du Nord, où il ne cherche pas plus à rencontrer des personnalités littéraires que des espaces « exotiques », le grand air, le nouveau enfin.

### Reconnaissance

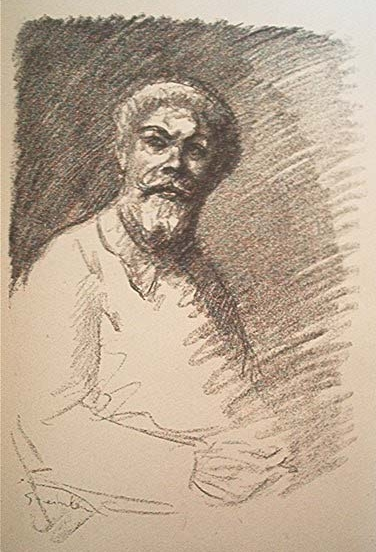
Théophile Alexandre Steinlen, Portrait de Jean Richepin (1910).

Le 5 mars 1908, son élection, en remplacement d’André Theuriet, à l'Académie française, où il est reçu par Maurice Barrès le 18 février 1909, consacre en quelque sorte une carrière de révolté que les honneurs ont rendu inoffensif.
Jean Richepin écrit jusqu'à la fin de sa vie. Il collabore à La Bonne Chanson, revue du foyer, littéraire et musicale, dirigée par Théodore Botrel, et on voit paraître en 1922 et 1923 encore deux recueils de vers, Les Glas et Interludes.
Il s'était tout d'abord imposé par une remarquable truculence verbale. Il était d'un caractère violent, exalté et romantique, d'un romantisme dont il ne retint que la « parure », le pittoresque et surtout la recherche de mots nouveaux. C'était là ce que l'on pourrait appeler le « domaine » de Richepin, maître incontestable de son métier poétique et fort de sa culture de normalien lettré. Mais, victime de sa prodigieuse facilité à trouver des mots et des images, ce révolté est surtout considéré de nos jours comme un « très grand rhétoricien ».
Il habita le château des Trois-Fontaines à Montchauvet, et fut élu maire de cette commune le 19 mai 1912, mais ne sera pas réélu le 7 décembre 1919.
Lors des élections législatives de 1914, Richepin est le candidat de l'Alliance démocratique et de la Fédération des gauches dans la première circonscription de Vervins. Au terme d'une campagne très rude,, il obtient 6 583 voix mais ne parvient pas à mettre en ballotage le député radical-socialiste sortant, Pascal Ceccaldi, réélu au premier tour de scrutin avec 7 718 suffrages.
Une plaque commémorative lui rend hommage au 85, rue de la Tour sur la façade de l’immeuble où il est mort.
Jean Richepin est enterré à Pléneuf-Val-André, où il venait souvent passer des vacances dites « bretonnes » avec Raoul Ponchon, qui reposera à ses côtés en 1937,.

### Postérité

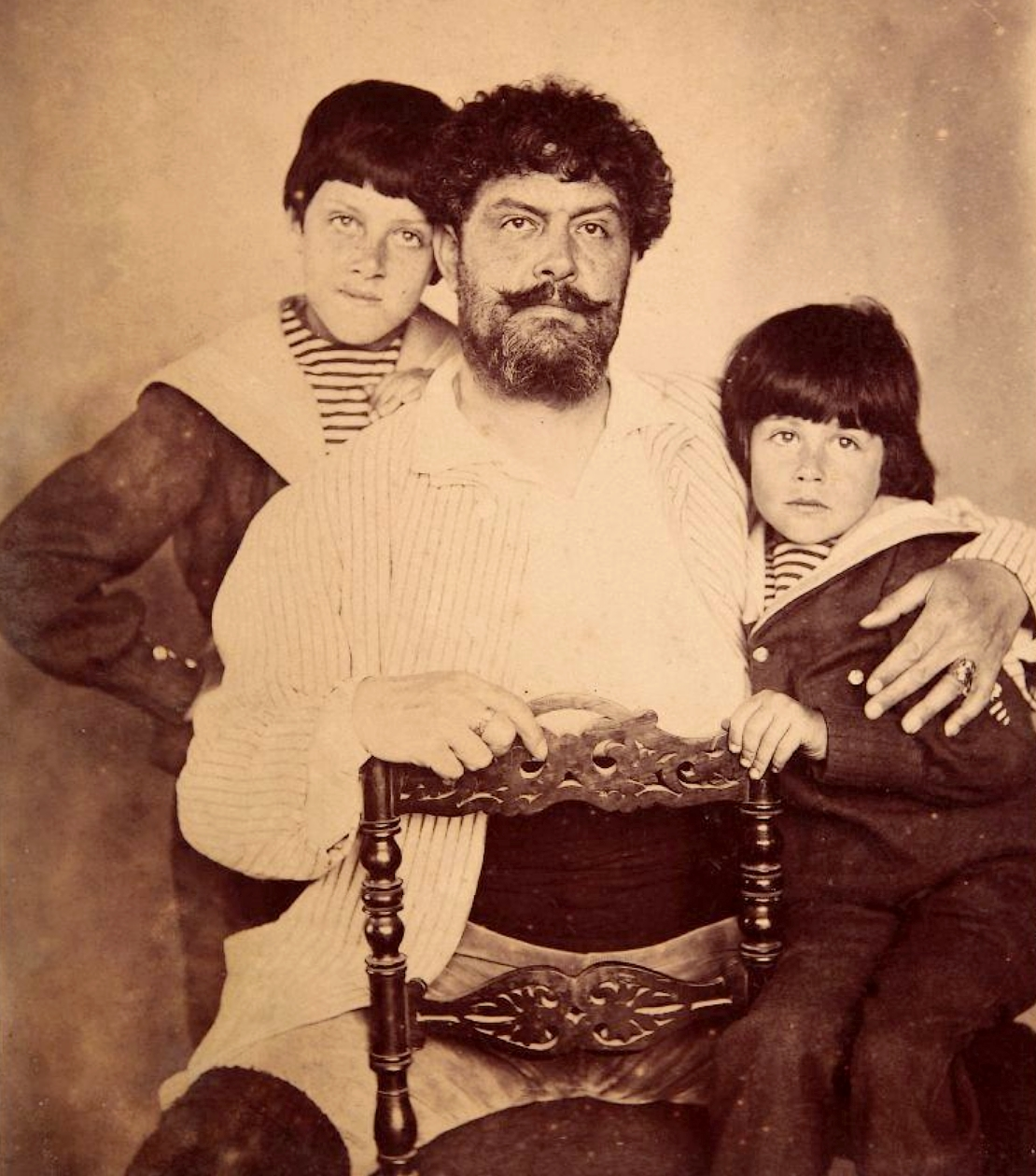
Jean Richepin et ses enfants vers 1890.

Le 17 juin 1879, il avait épousé en premières noces à Marseille Eugénie Adèle Constant (née le 12 avril 1856 à Manosque), dont il a eu deux fils et une fille :
- Jacques Richepin (1880-1946), poète, auteur de chansons et directeur de théâtre, époux de la comédienne Cora Laparcerie,
- François-Denis Richepin, dit Tiarko Richepin (1884-1973), compositeur d'opérettes[29].
- Sacha Richepin (née en 1892, et morte le 21 décembre 1906 à Paris, à 14 ans)

Divorcé, il a épousé en secondes noces, le 1er décembre 1902 à la mairie du Ve arrondissement de Paris, Marianne Emanuele Justine Stempowska (née le 10 août 1873 à Lamberg, en Autriche et morte en 1953).

## Distinctions
- Commandeur de la Légion d'honneur (décret du 28 février 1924).

## Hommages

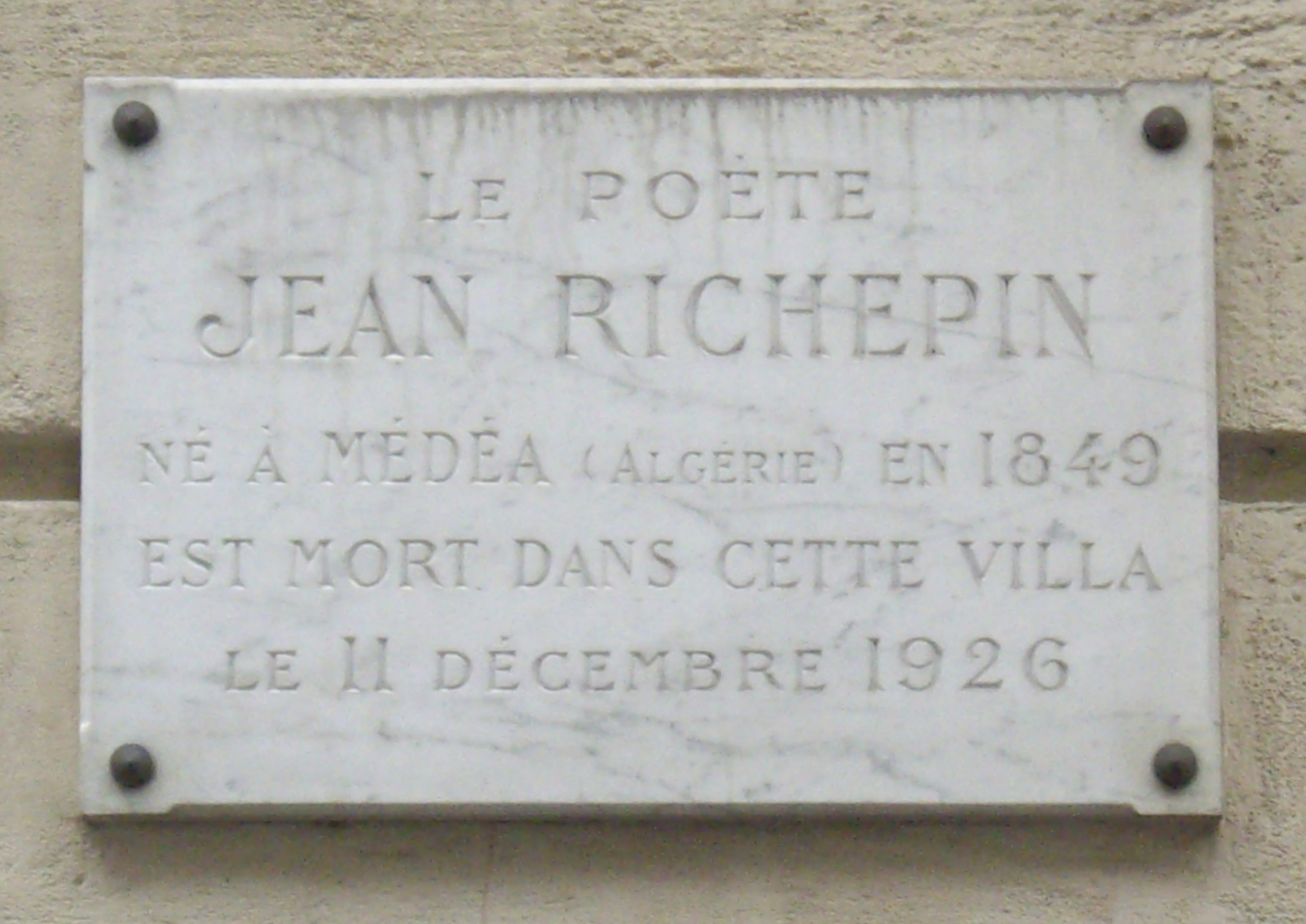
Plaque commémorative au 85, rue de la Tour.

- Une rue de Paris porte son nom, non loin de l'immeuble où il est mort.
- Des rues de Châteauroux, de Dinard et de Rennes, Noisy-le-Grand, d'Ermont portent son nom.
- Une avenue de Nice porte son nom.
- Un boulevard de Douarnenez porte son nom.
- Des places à Caudéran et à Sevran portent son nom.
- Des impasses à Quimper et à Niort portent son nom.
- Une école porte son nom au Nouvion-en-Thiérache.
- Une rue et un collège portent son nom à Pléneuf-Val-André.
- Un Institut Médico-Educatif Jean Richepin à Noisy-le-Grand.
- Les poèmes Chanson des cloches de baptême (Les Philistins) et Les oiseaux de passage ont été interprétés par Georges Brassens.
- Une rue et une maison des associations de Clermont-Ferrand portent son nom.

## Réception critique
De La Chanson des Gueux (première édition de mai 1876 avant la censure de juillet-août) :

« Dans ses couplets chantés, M. Jean Richepin patoise, supprime, en les remplaçant par des apostrophes, les syllabes muettes qui ralentiraient le mouvement ; ainsi faisait M. Scribe en ses vaudevilles. Il fait dire à ses Gueux de Paris des mots d’argot d’une couleur amusante et farouche ; ainsi faisait le bon Villon ; ainsi a fait Eugène Sue en ses romans, après que Victor Hugo l’avait fait déjà dans Le dernier jour d’un condamné, et tout est éternellement nouveau sous le soleil. Enfin le poëte de La Chanson des Gueux a pitié de tout ce qui souffre, de tout ce qui a faim, de tout ce qui a froid ; il est l’ami des mendiants, des déshérités, des gueux sans coiffe et sans semelle, de la fille du peuple qui va à son ouvrage, transie et pâle, de la petite guitariste à la voix grêle, et même du pauvre chien errant ; il n’y a là encore aucune nouveauté, et tout vrai poëte est cela, qu’il le veuille ou non. »

— Théodore de Banville,  Le National (29 mai 1876)

« En réalité, vous vous foutez de tout, excepté de deux choses : jouir le plus possible et faire du bruit dans le monde. Vous êtes naturellement un cabotin, comme d'autres sont naturellement des magnanimes et des héros. Vous avez ça dans le sang. Votre rôle est d'épater le bourgeois. L'applaudissement, l'ignoble claque du public imbécile, voilà le pain quotidien qu'il faut à votre âme fière. »

— Léon Bloy, Lettre à Jean Richepin (1877)
Selon la formule du même Léon Bloy, Richepin était la « chrysalide du bourgeois vertueux ».

## Œuvres

### Poésie
- La Chanson des gueux (1876), Librairie Illustrée (Georges Decaux), reproduction de l'édition avant censure par Denis Delaplace. L'édition Hachette Livres & BnF de 2012 reproduit la deuxième édition de 1876 après la censure de juillet-août 1876 (sans les textes et passages censurés).
- La Chanson des gueux (1876) Réédition partielle : La Chanson des gueux, choix et présentation par Marcel Paquet, Éditions de la Différence, coll. « Orphée », Paris, 1990.
- Les Caresses (1877)
- La Chanson des gueux (1881), édition dite "définitive" chez Dreyfous (avec suppression des passages et pièces censurés, mais ajout de nouvelles strophes et de nouvelles pièces, ainsi que d'une préface et d'un "Glossaire argotique").
- La Chanson des gueux, pièces supprimées, éditions Henry Kistemaeckers, Bruxelles, 1881
- Les Blasphèmes (1884)
- La Mer (1886)
- Les Litanies de la mer (1894), illustré par Henri Caruchet
- Mes Paradis (1894)
- La Bombarde (1899)
- Poèmes durant la guerre (1914-1918) (1919)
- Allons enfants de la patrie[31] (1920)
- Les Glas (1922)
- Interludes (1923)
- Choix de poésies (1926), Eugène Fasquelle éditeur; 11, rue de Grenelle.
- Les Petits Gagne-pain parisiens (1927)

### Romans
- Madame André (1878)
- La Glu (1881), réédition en 2010 chez José Corti
- Quatre petits romans (1882)
- Miarka la fille à l'ours (1883)
- Braves Gens (1886)
- Césarine (1888)
- Le Cadet (1890)
- L'Aimé (1893)
- Flamboche (1895)
- Lagibasse (1900)
- L'Aile (1911)

### Récits, contes et nouvelles tragi-comiques
- Les Morts bizarres (1877) Réédition : 1980, 2009 chez L'Arbre Vengeur.
- Le Pavé, croquis parisiens (1883)
- Truandailles (1890) Réédition en 2012 chez Le Vampire Actif Éditions.
- Cauchemars (1892)
- La Miseloque (1893)
- Sophie Monnier, maîtresse de Mirabeau, coll. « Les grandes amoureuses », C. Marpon et E. Flammarion - Paris, 1896 Étude historique sur Sophie de Ruffey, marquise de Monnier.
- Contes de la décadence romaine (1898) Réédition Séguier, « Bibliothèque Décadente », 1994  (ISBN 2-84049-023-4).
- Paysages et coin de rue (1900)
- Contes espagnols (1901)
- Prose de guerre (1915)
- La Clique (1917)
- Le Coin des fous, Histoires horribles (1921) Réédition : 1996.
- Contes sans morale (1922)

### Théâtre et spectacles
- La Glu, drame lyrique en 5 actes et 6 tableaux, Paris, Théâtre de l'Ambigu, 27 janvier 1883.
- Pierrot assassin, pantomime, avec Sarah Bernhardt dans le rôle de Pierrot et Réjane dans celui de Colombine, Paris, Palais du Trocadéro, 28 avril 1883.
- Nana-Sahib, drame en vers en 7 tableaux, avec Sarah Bernhardt, Théâtre de la Porte-Saint-Martin, 20 septembre 1883 avec une musique de scène de Massenet.
- Macbeth, drame en 9 tableaux et en prose, de Jean Richepin d'après William Shakespeare, avec Sarah Bernhardt dans le rôle de Lady Macbeth, Paris, Théâtre de la Porte-Saint-Martin, 21 mai 1884.
- Monsieur Scapin, comédie en 3 actes, avec Coquelin cadet (Tristan), Coquelin aîné (Scapin), Paris, Comédie-Française, 27 octobre 1886.
- Le Flibustier, comédie en 3 actes, Paris, Comédie-Française, 15 mai 1888.
- Le Chien de garde, drame en 5 actes, Paris, Théâtre des Menus-Plaisirs, juin 1889 ; reprise à l'Odéon, 2 juin 1898 .
- Le Mage, opéra en 5 actes et six tableaux, livret de Jean Richepin, musique Jules Massenet, Paris, Théâtre national de l'Opéra, 16 mars 1891.
- Par le glaive, drame en 5 actes, avec Mounet-Sully (Pietro Strada), Paris, Comédie-Française, 8 février 1892.
- Le Chemineau : drame en 5 actes, Paris, Odéon, 16 février 1897 (lire en ligne sur Gallica).
- La Martyre, drame en 5 actes, avec Mounet-Sully (Johannès), Paris, Comédie-Française, 18 avril 1898.
- Les Truands, drame en 5 actes, en vers, Paris, Odéon, 22 mars 1899.
- La Gitane, drame en 4 actes, Paris, Théâtre Antoine, 22 janvier 1900.
- L'Impératrice, ballet féerique, livret de Jean Richepin, musique Paul Vidal, Paris, L'Olympia, 6 avril 1901.
- Falstaff d'après Shakespeare, Théâtre de la Porte-Saint-Martin,  28 janvier 1904.
- Don Quichotte, drame héroï-comique en vers, en 3 parties et 8 tableaux, Paris, Comédie-Française, 16 octobre 1905.
- Miarka, drame lyrique en 4 actes et 5 tableaux dont un prologue, musique Alexandre Georges, Paris, Opéra-Comique, 7 novembre 1905.
- La Marjolaine, pièce en 5 actes et en vers, Théâtre de la Porte-Saint-Martin, 20 avril 1907.
- La Belle au bois dormant, féerie lyrique en 1 prologue et 14 tableaux, en collaboration avec Henri Cain, avec Sarah Bernhardt dans le rôle du poète Landry, Paris, Théâtre Sarah Bernhardt, 25 décembre 1907.
- La Route d'émeraude d'après Eugène Demolder, Théâtre du Vaudeville, 4 mars 1909.
- La Beffa, drame en 4 actes, traduction et adaptation de La cena delle beffe de Sem Benelli, avec Sarah Bernhardt dans le rôle de Gianetto Malespini, Paris, Théâtre Sarah Bernhardt, 2 mars 1910.
- Le Tango, Paris, Théâtre de l'Athénée, 30 décembre 1913.

### Préface
- Le Calepin d'Amour de la Brinvilliers, de Paul Olivier, Paris Librairie Molière.

### Scénario original
- 1917 : Mères françaises de Louis Mercanton et René Hervil

## Adaptations

### Cinéma
- Le roman La Glu a été adapté au cinéma en 1913 par Albert Capellani, en 1926 par Henri Fescourt et en 1938 par Jean Choux.
- Le Chemineau, pièce adaptée par Henry Krauss en 1917
- Miarka, la fille à l'ourse film muet de Louis Mercanton (1920).
- Miarka, la fille à l'ourse film de Jean Choux (1937), musique de Arthur Honegger.
- Dans le film des Quatre Cents Coups (1959) de François Truffaut, le héros doit apprendre le poème Épitaphe pour un lièvre de Richepin.

### Musique classique
- Alfredo Casella a composé trois mélodies (dans son premier cahier) sur des poèmes de Richepin : En ramant, Larmes, Nuageries.
- César Cui a composé un recueil (op. 44) de Vingt poèmes (de Jean Richepin) et une adaptation lyrique du Flibustier créée à Paris à l'Opéra-Comique en 1894.
- Emmanuel Chabrier a mis en musique La Sulamite, scène lyrique pour mezzo-soprano et chœur de femmes en 1885, texte de Jean Richepin.
- Charles Gounod a mis en musique la Chanson de la Glu en 1883 chantée par Yvette Guilbert.
- Xavier Leroux a tiré un drame lyrique du Chemineau créé à l'Opéra-Comique en 1907.
- Gabriel Dupont a composé une adaptation lyrique de La Glu créée à Nice en 1910.
- Gabriel Fauré a composé deux mélodies (op. 51) sur des poèmes de Richepin : Larmes et Au cimetière.
- Alfred Bruneau a composé la mélodie Soirée sur un poème de Richepin.
- Cécile Chaminade a composé plusieurs mélodies sur des poèmes de Richepin
- Octave Fouque a composé la mélodie Rêve ! sur un poème de Richepin
- Louis Vierne a composé le recueil Le Poème de l'amour op. 48 sur 15 poèmes extraits du livre Les Caresses.
- Marie Jaëll a composé le cycle La Mer, 6 poèmes de Jean Richepin.
- Johannès Donjon s'est inspiré de son poème « Le ciel est transi » pour composer « Élégie », la première de ses 8 Études pour Salon pour flûte seule de 1891.
- Georges Hüe, Paul & Lucien Hillemacher, Alexandre Georges, Ernest Moret (d), Frederick Delius, Florent Schmitt, Ernest Cabaner, Gabriel Dupont, Ernest Chausson, Gabriel Pierné, Ange Flégier, Camille Erlanger, Auguste Chapuis, André Messager, Nikolai Sokolov ont tous écrit des mélodies sur des poèmes de Jean Richepin.

### Chanson
- Georges Brassens a mis en musique et interprété deux textes de Jean Richepin, Les Oiseaux de passage (album de 1969 ; le titre original du poème est Oiseaux de passage) et Les Philistins (album de 1957 ; le titre original du poème est Chanson des cloches de baptême).
- Jean-Michel Piton a mis en musique 24 titres de La Chanson des gueux en 1991, présentés dans un tour de chant, De l'hiver à l'hiver.
- Jean-Guy Barkan a sorti en 1976 un album de 10 titres de La Chanson des gueux chez RCA ; il a aussi produit pour FR3 une dramatique de 52 min sur le sujet, avec Jean-Marie Koltès, Nicole Mouton, Pierre Blondé et lui-même. En 1977, il est le producteur d'un opéra rock de 1 h 30 avec la moitié du philharmonique de Lorraine, 30 figurants et dans les rôles Alain Bert, Michelle Bernard, Michel Grange et lui-même.
- Rémo Gary a mis en chanson de nombreux textes de Jean Richepin auquel il consacre un disque entier intitulé Dans la rade des lits ; notamment il interprète dans son intégralité le poème Les Oiseaux de passage (Même pas foutus d'être heureux, 2007, second disque de son double CD-livre). Il avait dans un précédent album intitulé Le Petit Matin (2005) interprété un autre texte de Richepin, Les Trois Matelots de Groix.
- Patrice Pertuit a mis en chanson le texte du poème de la Mort de l'automne.
- Eric Mie a mis en musique et interprété deux poèmes de Richepin : "Nativité" et "Le vin triste".

### Varia
- Le livre audio Les Morts bizarres paraît en 2011 aux éditions Des oreilles pour lire, avec la voix du comédien Bertrand Suarez-Pazos.